# خانه مستوفی (سرتیپ)
خانه مستوفی (سرتیپ) مربوط به دوره قاجار است و در دزفول، حاشیه شمال شرقی محله مسجد، محله پیر نظر واقع شده و این اثر در تاریخ ۱۷ اسفند ۱۳۸۱ با شمارهٔ ثبت ۷۵۶۸ به‌عنوان یکی از آثار ملی ایران به ثبت رسیده است.